# Audiência Nacional (Espanha)
A Audiência Nacional é um tribunal espanhol com sede em Madrid e que tem jurisdição em todo o território da Espanha. É um tribunal tanto de apelação quanto de instância naquelas matérias que a Lei Orgânica do Poder Judiciário assim o indica.

## Regulação
A sua regulação encontra-se no capítulo II, do título IV do livro I da Lei Orgânica 6/1985, de 1 de julho, do Poder Judicial.
Este tribunal é integrado do seguinte modo:
- Uma ordem jurisdicional penal com duas salas, a Sala do Penal   e a Sala de Apelação.
- Uma ordem jurisdicional contencioso-administrativa com a Sala do Contencioso-Administrativo.
- Uma ordem jurisdicional social com a Sala do Social.

Não conta com sala do civil ao não possuir competência civil.

A Audiência Nacional gere, entre outras, matérias de especial importância como:
- Em matéria penal de determinados delitos contra a Coroa ou membros de Governos, delitos de crime organizado como terrorismo, narcotráfico, falsificação de moeda, e de delitos cometidos fora do território nacional quando de acordo com as leis ou os tratados pertença o seu ajuizamento aos Tribunais Espanhóis.
- Em matéria contencioso-administrativa de alguns recursos contencioso-administrativos contra disposições e atos dos Ministros e Secretários de Estado.
- Em matéria laboral conhecerá em única instância dos processos especiais de impugnação de convênios coletivos cujo âmbito territorial de aplicação seja superior ao território de uma Comunidade Autônoma e de outras matérias.

A Audiência Nacional é composta pelo seu Presidente, os Presidentes de Sala e os magistrados que determine a lei para cada uma das suas Salas e Seções. O Presidente da Audiência Nacional, que tem a consideração de Presidente de Sala do Tribunal Supremo, é o Presidente nato de todas as suas Salas

## Origem
A Audiência Nacional foi criada por Real Decreto-Lei em  4 de janeiro de 1977, o mesmo dia que era suprimido o Tribunal de Ordem Pública da Ditadura. Isto levou a alguns autores a considerar a Audiência Nacional como sucessora do TOP, fato que foi negado por outros autores.
O Tribunal Constitucional de Espanha entendeu que a sua existência não contravém a Constituição Espanhola, pois esta garante o direito a um juiz ordinário predeterminado pela lei, ou seja, que não é criado um tribunal específico posteriormente ao delito, mas é um órgão previsto pela lei e dotado de competência antes do fato que motiva a atuação judiciário. Entende o Tribunal Constitucional que existem supostos que, em relação à sua natureza, pela amplitude do âmbito territorial em que acontecem, e pela sua transcendência para o conjunto da sociedade, podem levar razoavelmente o legislador a que a instrução e ajuizamento dos mesmos possam levar-se a cabo por um órgão judiciário centralizado, sem que assim se contradiga o art. 152.1 da Constituição. 
Tanto os Tribunais Centrais de Instrução quanto a Audiência Nacional são orgânica e funcionalmente, pela sua composição e modo de designação, órgãos judiciários "ordinários", e assim foi reconhecido pela Comissão Europeia de Direitos Humanos no seu relatório (de 16 de outubro de 1986) sobre o caso Barbera e outros, no qual afirma: "a Comissão comprova que a Audiência Nacional é um Tribunal ordinário instituído por um Real Decreto-lei e composto de Magistrados nomeados pelo Conselho Geral do Poder Judiciário".

## Organismos relacionados à Audiência Nacional
A Audiência Nacional regula-se nos arts. 62 a 69 da Lei Orgânica do Poder Judicial, enquanto bem mais para lá, entre os órgãos unipessoais, há toda uma série de Tribunais com sede em Madrid e Jurisdição na Espanha toda, que não fazem parte da Audiência Nacional embora popularmente se considerem parte da mesma. Entre parêntese, os artigos da Lei Orgânica do Poder Judicial que os regula:
1. Tribunais Centrais do Penal (art. 89 bis 3). Mesmas funções do que a sala do penal da Audiência Nacional, mas para delitos menos graves;
2. Tribunais Centrais de Instrução (art. 88), pesquisam os delitos que depois ajuizará a Audiência Nacional ou os Tribunais Centrais do penal;
3. Tribunal Central de Menores (art. 96.2): julgam os mesmos delitos que a Audiência Nacional e os Tribunais Centrais do Penal, mas quando se acuse menores de idade;
4. Tribunais Centrais de Vigilância Penitenciária (art. 94.4); vigiam o cumprimento das penas impostas pela Audiência Nacional ou os Tribunais Centrais do Penal.